# Isaak Zielenski
Isaak Abramowicz Zielenski (ros. Исаа́к Абра́мович Зеле́нский, ur. 10 czerwca?/22 czerwca 1890 w Saratowie, zm. 15 marca 1938) – radziecki polityk i działacz partyjny, członek KC RKP(b)/WKP(b) (1922-1937).

## Życiorys
W 1906 wstąpił do SDPRR, w 1908 zesłany do guberni orenburskiej, w lipcu 1912 ponownie aresztowany i skazany na 3 lata zesłania do Kraju Narymskiego, skąd w 1913 zbiegł, jednak wkrótce został aresztowany i ponownie skazany na 3 lata zesłania do Kraju Narymskiego. W sierpniu 1914 zbiegł i w 1915 został sekretarzem kasy chorych w Sormowie, w sierpniu 1915 aresztowany i skazany na wieczne osiedlenie w guberni irkuckiej, skąd w grudniu 1916 zbiegł. Od listopada 1917 do sierpnia 1918 przewodniczący rady rejonowej w Moskwie, od sierpnia 1918 szef wydziału rejonów Rady Moskiewskiej, w latach 1918-1920 kierownik Moskiewskiego Oddziału Żywnościowego i członek Kolegium Ludowego Komisariatu Żywności Rosyjskiej FSRR, w 1920 sekretarz odpowiedzialny moskiewskiego gubernialnego komitetu RKP(b). Od maja 1920 do kwietnia 1921 ponownie członek Kolegium Ludowego Komisariatu Żywności RFSRR, od 16 marca 1921 do 27 marca 1922 zastępca członka KC RKP(b), od 4 kwietnia 1921 do września 1924 ponownie sekretarz odpowiedzialny moskiewskiego gubernialnego komitetu RKP(b), od 2 kwietnia 1922 do 12 października 1937 członek KC RKP(b)/WKP(b). Od 3 kwietnia 1922 do 23 maja 1924 zastępca członka Biura Organizacyjnego KC RKP(b), od 14 czerwca 1923 do 23 maja 1924 zastępca członka Sekretariatu KC RKP(b), od 2 czerwca do 20 sierpnia 1924 sekretarz KC RKP(b) i członek Biura Organizacyjnego KC RKP(b), od 12 czerwca 1924 przewodniczący Centralnej Komisji Terytorialnej ds. Narodowo-Państwowego Rozgraniczenia Środkowej Azji. Od grudnia 1924 do stycznia 1931 przewodniczący/sekretarz odpowiedzialny Środkowoazjatyckiego Biura KC WKP(b), od 22 sierpnia do 7 września 1925 członek Rady Wojskowo-Rewolucyjnej Frontu Turkiestańskiego, od czerwca 1929 do stycznia 1931 sekretarz KC Komunistycznej Partii (bolszewików) Uzbekistanu, od 1931 do 7 sierpnia 1937 przewodniczący Zarządu Centrosojuza.
7 sierpnia 1937 aresztowany, 13 marca 1938 skazany na śmierć w III procesie moskiewskim (wraz z m.in. Nikołajem Bucharinem, Gienrichem Jagodą, Aleksiejem Rykowem i Nikołajem Krestinskim), następnie rozstrzelany.
W 1959 pośmiertnie zrehabilitowany.